# Plumelec
Plumelec is een gemeente in het Franse departement Morbihan (regio Bretagne). De plaats maakt deel uit van het arrondissement Vannes. De gemeente telde 2.730 inwoners op 1 januari 2022.

## Geografie
De oppervlakte van Plumelec bedroeg op 1 januari 2022 58,36 vierkante kilometer; de bevolkingsdichtheid was toen 46,8 inwoners per km².

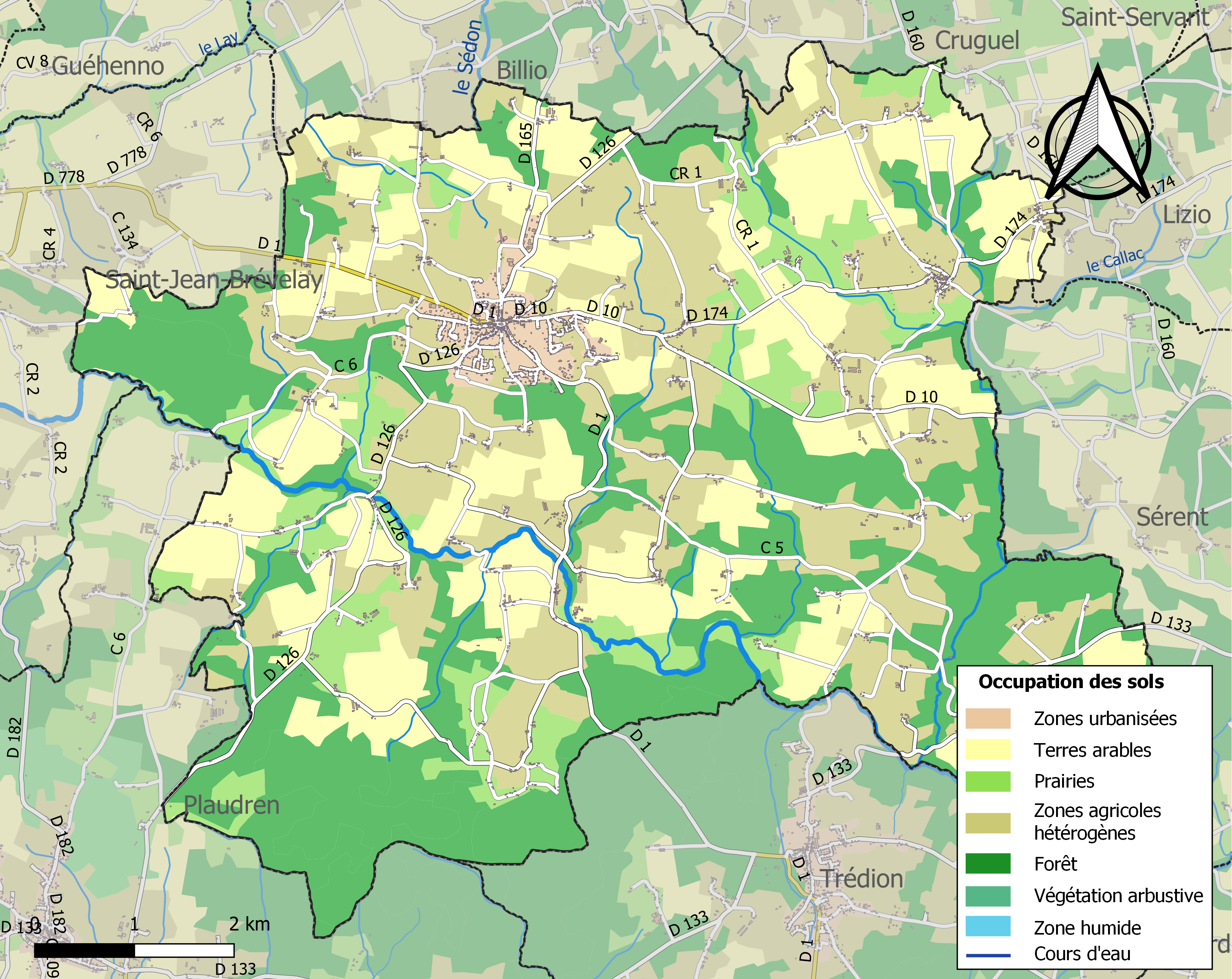
Kaart van de gemeente met de belangrijkste infrastructuur, bodemgebruik en omliggende gemeenten

## Demografie
Onderstaande figuur toont het verloop van het inwonertal, bron: INSEE-tellingen. 

## Sport
Deze stad verving in 2016 Nice als organisator van de Europese Kampioenschappen Wielrennen, omdat na de terroristische aanslag op 14 juli 2016 de veiligheid in Nice niet gewaarborgd kon worden.
Jaarlijks wordt in en om Plumelec de Grote Prijs van Plumelec verreden. Verder was Plumelec vijf keer etappeplaats in de wielerkoers Ronde van Frankrijk. Onder meer Bernard Hinault en Alejandro Valverde wonnen een touretappe in Plumelec.